# Hüttl Tivadar (sebész, 1884–1955)
]

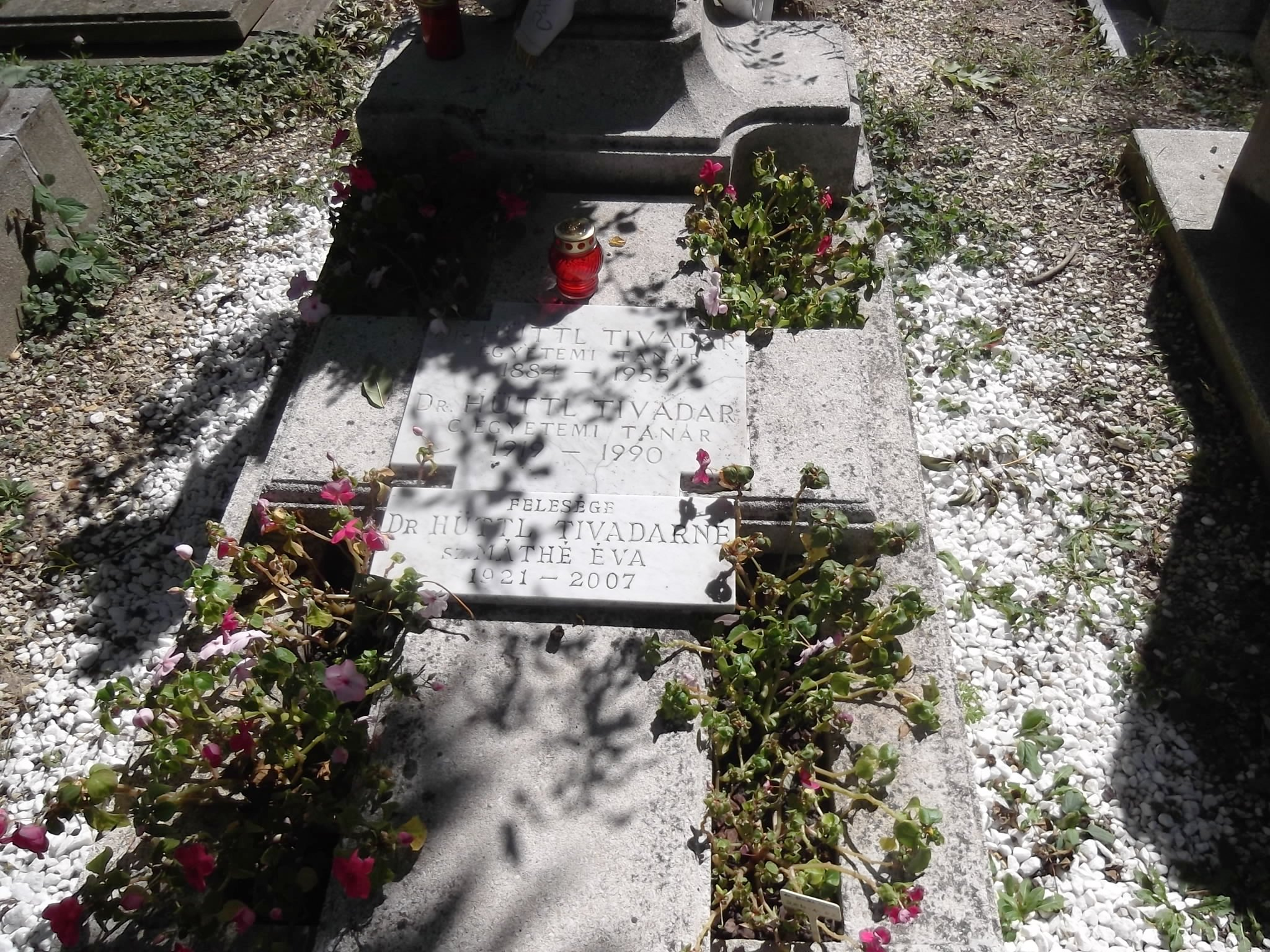
Hüttl Tivadar (1884-1955) sírja a Farkasréti Temetőben. [28-2-0-1-82

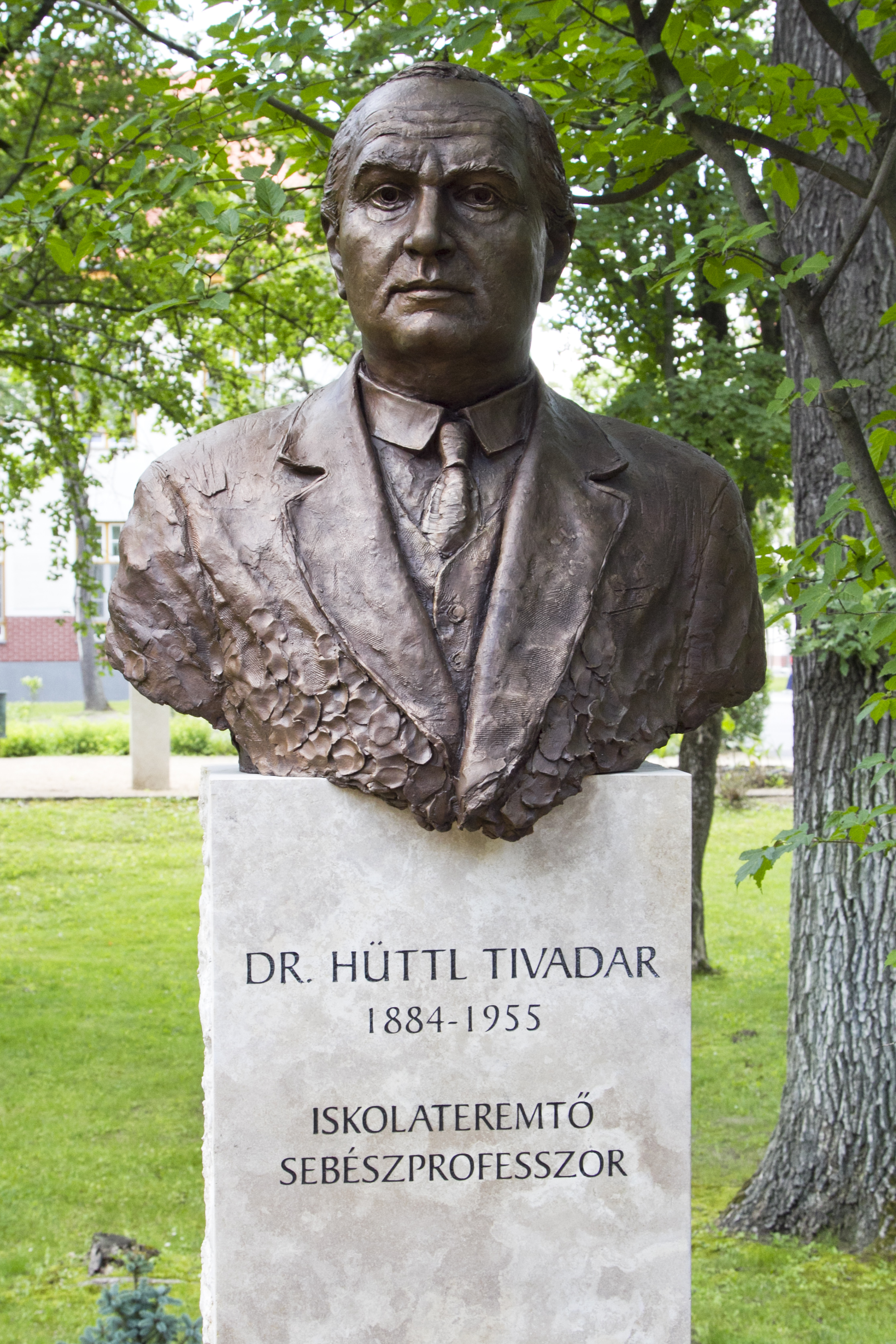
Mellszobra Debrecenben, a Nagyerdei körút 98. alatt, Juha Richárd alkotása.

Hüttl Tivadar (Budapest, 1884. július 14. – Budapest, 1955. november 6.) sebészorvos, egyetemi tanár, felsőházi tag, a Debreceni Egyetem Sebészeti Klinika néhai igazgatója. Hüttl Tivadar (sebész, 1919–1990) édesapja.

## Élete
Id. Hüttl Tivadar porcelánkereskedő és -gyáros második házasságából, Budapesten született. A Budapesti Tudományegyetemen 1907-ben szerzett orvosi diplomát. Ezután az Egyetem Kórbonctani Intézetében dolgozott, majd a II. sz. Sebészeti Klinika műtőnövendéke lett, és 1912-ben itt tett műtővizsgát. Ezután id. Verebélÿ Tibor professzor tanársegédeként, majd az első világháború idején tartalékos orvosszázadosként a klinikához tartozó hadikórházban tevékenykedett.
1921-től 1945-ig a Debreceni Tudományegyetem a Sebészeti Klinika elhivatott igazgatója volt csaknem negyed évszázadon át, amely ezalatt az ország egyik legszínvonalasabb klinikájává vált. A klinika szakkönyvtárát megalapította, munkatársait hazai és külföldi klinikákra küldte a legújabb műtéti technikák, eljárások elsajátítása végett.
Valódi iskolateremtő volt, kiváló orvosokat nevelt a szakmának. Sántha Kálmán és Benedek László professzorokkal közösen több idegsebészeti publikációt írt. Nemcsak klinikaigazgatóként, hanem az 1939–40-es tanévben a Debreceni Tudományegyetem rektoraként is maradandót alkotott. Kitűnő tudása, előadói képessége, jelentős diagnosztikai és műtéti tevékenysége igen nagy tekintélyt szerzett neki, a klinikán a jó közszellemet is szem előtt tartva működött. Igen népszerű volt mind tanítványai, mind munkatársai körében.
A második világháború után tíz évig Budapesten az Onkológiai Intézet sebészeti osztályán dolgozott, egészen haláláig. Számos hazai és nemzetközi tudományos társaság tagja volt. Sokoldalú kutatói, gyógyítói munkája eredményeit színvonalas, tartalmas közleményekben publikálta.

## Emlékezte
2013. június 14-én mellszobrát ünnepélyesen leleplezték a Debreceni Egyetem Orvos- és Egészségtudományi Centrum szoborparkjában. A brüstöt Juha Richárd szobrászművész alkotta a Debreceni Egyetem Orvos-és Egészségtudományi Centrum, valamint a Sebészeti Intézet „Korszerű Sebészeti Ellátásért" Alapítvány támogatásával.